# 砷胆碱
砷胆碱（(2-羟乙基)三甲基𬬹）是一种有机𬬹离子，化学式为C5H14AsO+，它是胆碱的砷类似物。

## 毒理学
动物实验表明，啮齿动物（小鼠、大鼠、兔）口服砷胆碱后，胃肠道可以将其完全吸收，其中70%至80%在三天内主要以砷甜菜碱的形式随尿液排出。